# 正电子发射
正电子发射，又称β+衰变，是一种放射性衰变的方式，属于β衰变的一種。在这种衰变反应中，一个质子转化成中子，同时释放出一个正电子和一个电中微子。

## 正电子发射的同位素
能发生正电子发射而放出正电子的同位素有碳-11、钾-40、氮-13、氧-15、氟-18和碘-121等。例如，以下的方程式表示了从碳-11到硼-11的正电子发射，同时放出正电子和電子微中子：
{\displaystyle \mathrm {^{11}_{\ 6}C\ {\xrightarrow[{20.38\ m}]{}}\ _{\ 5}^{11}B\ +e^{+}\ +v_{e}\ +0.96MeV} }

## 发射机理
质子和中子是由更小的基本粒子夸克构成的。最常见的两种夸克是上夸克（带+2/3个元电荷）和下夸克（带-1/3个元电荷）。夸克三个一组结合起来就构成质子和中子。因此，带一个正电荷的质子由两个上夸克和一个下夸克构成。而不带电的中子由一个上夸克和两个下夸克构成。通过弱相互作用，上夸克还能改变味而转化成下夸克，这就会导致β辐射。正电子发射就是因为一个上夸克转化成下夸克而造成的。
能发生正电子发射的原子核也可能发生电子俘获。对于低能量衰变，电子俘获在能量上占据2mec2 = 1.022 MeV的优势，因为终态少了一个电子而不是多了一个正电子。随着衰变的能量升高，分支系数也会升高。然而，如果能量的差别小于2mec2，正电子发射将不能发生，此时只有电子俘获能进行。特定的同位素（例如鈹-7,7
Be
）在银河宇宙射线中是稳定的，因为电子被射线电离，此时的衰变能量对于正电子发射太少了。

## 应用
这些同位素可用于一种称作正电子发射断层扫描的医学影像技术。注意放出的能量取决于衰变的同位素种类，0.96 MeV的数据只适用于同位素碳-11的衰变。在质量更大的同位素中，质子转换成中子产生的能量小于2me，因此不会自发地进行正电子发射。
用于断层扫描的半衰期很短的正电子发射同位素11
C
、13
N
、15
O
和18
F
通常由天然核反应或人工用质子轰击富集的靶获得。